# 幟町 (徳島市)
幟町（のぼりちょう）は、徳島県徳島市の町名。西富田地区に属している。幟町一丁目から幟町四丁目まで存在する。郵便番号は〒770-0924。
- 人口：408人（2010年11月。徳島市の調査より）
- 世帯数：208世帯（同上）

## 地理
徳島市の東部、市街地の南西部に位置し、眉山東山麓に近接する。東は大道の商店街、西は弓町の住宅地と接する。北から眉山山々麓に沿って、一丁目から四丁目に比較的整然と区画される住宅街。市街中心地に近く、東方を南北に国道439号が通る。

## 歴史
元は徳島市富田浦町の一部で、昭和15年より現在の町名となる。昭和20年7月3日の徳島大空襲では、大きな戦災を受けた。明治時代に画家・佐香美古、第二次世界大戦前には犬伏真淵や教育者・佐香春などが居住した。

## 交通

### 道路
一般国道
- 国道439号